# Ichiro
ichiro （イチロー、1967年7月4日 - ）は、日本のギタリスト。青森県平川市（旧尾上町）出身。

## 来歴
1988年 ブルースに魅せられ単身シカゴへ。渡米後は、数多くのセッションライブを行う。
1990年 立川直樹プロデュースによりソロデビュー。1stアルバムのジャケは篠山紀信撮影によるもの。日本人初のギブソン USA/エンドースメント・アーティストに就任。
1993年 ロサンゼルス録音による2nd アルバム「Hands Of Time」をリリース。Sons Of Blues（現 The Sons）を結成。
1996年 Lightning Blues Guitarに参加。共演は近藤房之助、大村憲司、仲井戸麗市、山岸潤史、Char、石田長生、西慎嗣、Alan Mirikitani。
2004年 Japan Blues Carnivalに出演。共演はオーティス・ラッシュ、Mavis Staple。
2005年 第二回Lightning Blues Guitarに参加。共演は鮎川誠、近藤房之助、仲井戸麗市、山岸潤史、Char、石田長生、西慎嗣、土屋公平、中野重夫、住友俊博。
2006年 夏木マリ、斉藤ノブらと結成したGIBIER du MARI（現 GIBIER du MARIE）でデビュー。矢沢永吉CONCERT TOUR 2006 ROCK OPERA2 NEW STANDARDに参加。
2007年 RockamencoでSONIC GROOVEからメジャー・デビューし、デビュー曲の「Morena」が TBS系列『日立 世界・ふしぎ発見!』のエンディングテーマに使用された。
2010年 Rockamencoを脱退。ソロライブ活動再始動。長渕剛TSUYOSHI NAGABUCHI ARENA TOUR 2010-2011 "TRY AGAIN"に参加。
2011年 18年振りとなるソロアルバム「Circle Scale」をリリース。9月4日の渋谷CLUB QUATTROでのツアーファイナルではゲストにTOKIE×中村達也×仲井戸麗市×佐藤タイジを迎え行われ、11月27日にDVDをリリース。
2012年 長渕剛 RUN FOR TOMORROW HALL TOUR 2012 Unplugged Liveに参加する。ミニアルバム「Raw Vintage」をリリースし、28本のツアーを敢行する。
2013年 昨年のRaw Vintage Tourが好評につき、アンコールツアーとして22本の「Raw Vintage #2」を敢行する。同年、自身初となるアコースティックアルバム「Life Time」をリリースし、全国50本のツアーを敢行。
2014年 矢沢永吉が結成したNew Band "Z's" のサポートメンバーとしてZ's START ON TOUR に参加。長渕剛 Arena Tour "All Time Best Tour"に参加。The Sons活動休止発表。
2015年 長渕剛 HALL TOUR 2015 "ROAD TO FUJI"に参加。ichiro 2015 Tour "Blues Rock On" 18本のツアーを新メンバーにて敢行。長渕剛 "10万人オールナイトライブ 2015 in 富士山麓"に参加。慶應義塾大学院メディアデザイン研究科内メディアデザイン研究所リサーチャー就任。同大学院Music Project研究授業特別講師を務める。
2016年 全国各地のブルースロック仲間と"Chain Of Blues"の活動を展開する。
2017年 2年ぶりのソロツアー"All That Blues Rock"を敢行。メンバーは矢野 一成(Dr)、斉藤ユウキ(Ba)。長渕剛 "ONE NIGHT PREMIUM LIVE AT 日本武道館"、"PREMIUM BIRTHDAY LIVE AT 大阪城ホール"、「TSUYOSHI NAGABUCHI WELCOM TO MY HOME TOWN PREMIUM LIVE」に参加。
2018年 長渕剛 Arena Tour 2018 "Don't Think Twice" に参加。5年ぶりとなるミニアルバム「Lonestar」をリリースし、21本の全国ツアーを敢行。メンバーは矢野一成 (Dr)、斉藤ユウキ (Ba)。最終公演の東京では西慎嗣を迎える。
2019年 「Lonestar」リリース後、全国21か所を巡ったツアー "ichiro Tour 2018 Lonestar" 最終公演の三軒茶屋Grapefruit moonでのライブを収録したライブDVD「ichiro Tour 2018 Lonestar」をリリース、東名阪にてリリースライブを敢行。東京ではスペシャルゲストに名越由貴夫が参加。
その他の共演者:Joanna Connor、Johnny B Moore、スティーヴィー・サラス、スラッシュ、ポール・ジャクソン、ザック・スターキー、ジョン・エントウィッスル、カーマイン・アピス、ビリー・プレストン、ワイルド・マグノリアス、パパ・グロウズ・ファンク、和田アキ子、南佳孝、Chris Duarte、etc

## メンバー

### GIBIER du MARIE
- 夏木マリ(Vo)
- 斎藤ノブ(Perc)
- 久米大作(Key)
- 樋口晶之(Dr)
- ichiro(Gt)
- 高橋"Jr."知治(Bass)

### THE SONS
- ichiro(Gt)
- 鮫島秀樹(Ba)
- 高橋ロジャー和久(Dr)

### ROCKAMENCO
- KSK Arita(Vo)
- ichiro(Gt)
- Dan(Gt)
- Daisuke Bito(Gt)
- Hokuto(Ba)
- Pony(Dr)
- Taro(Dr)

※2010年に脱退。